# کیمزویک (میزوری)
کیمزویک، میزوری (انگلیسی: Kimmswick) کیمزویک شهری در شهرستان جفرسون، میسوری، ایالات متحده است. جمعیت در سرشماری سال ۲۰۱۰ تعداد جمعیت ۱۵۷ نفر بود.

## موقعیت جغرافیایی
کیمزویک یک شهر درجه چهارم واقع در ۳۸ ° 22'0 "N ۹۰ ° 21'50" W است. این سهر در کنار رودخانه می‌سی‌سی‌پی واقع است
بر طبق اداره سرشماری ایالات متحده، این شهر دارای کل مساحت ۰٫۲۳ مایل مربع (۰٫۶۰ کیلومتر مربع) است که همه آن زمین است.
نزدیک امپریال قبلاً به عنوان کیمزویک غربی شناخته شد.